# Індивідуальний план партнерства з НАТО

Члени та партнери НАТО в Європі:

Індивідуальний план партнерства з НАТО, ІППН (англ. IPAP — individual partnership action plan) — вид партнерства між постійними членами альянсу НАТО та третіми країнами, що в нього не входять, який передбачає союзницькі взаємини та стратегічне військове партнерство. При цьому країни, які мають такий спільний план дії, вважаються основними партнерами НАТО поза блоком та мають певні гарантії безпеки.
ІППН не слід плутати з партнерством заради миру.
Країна, яка має ІППН, зазвичай може претендувати на вступ в НАТО як постійний член. Наприклад, такі країни як Грузія, Україна, Боснія та Герцоговина націлені на вступ до НАТО, в той час як Казахстан та Вірменія концентруються переважно на військово-технічному співробітництві з альянсом, не претендуючи на постійне членство.
Країни у цьому форматі партнерства з НАТО:
- (22 листопада 2002)[1]
- (29 жовтня 2004)
- (27 травня 2005)
- (16 грудня 2005)
- (31 січня 2006)
- (19 травня 2006)
- (10 січня 2008)
- (15 січня 2015)